# Hiraoka Yasuhiro
Hiraoka Yasuhiro (平岡 康裕 (Bình Cương Khang Dụ) Hiraoka Yasuhiro, sinh ngày 23 tháng 5 năm 1986 ở Fujinomiya, Shizuoka) là một cầu thủ bóng đá người Nhật Bản thi đấu cho Vegalta Sendai.

## Thống kê sự nghiệp
Cập nhật đến ngày 23 tháng 2 năm 2018.
| Thành tích câu lạc bộ | Thành tích câu lạc bộ | Thành tích câu lạc bộ | Giải vô địch | Giải vô địch | Cúp                   | Cúp                   | Cúp Liên đoàn | Cúp Liên đoàn | Tổng cộng | Tổng cộng |
| Mùa giải              | Câu lạc bộ            | Giải vô địch          | Số trận      | Bàn thắng    | Số trận               | Bàn thắng             | Số trận       | Bàn thắng     | Số trận   | Bàn thắng |
| Nhật Bản              | Nhật Bản              | Nhật Bản              | Giải vô địch | Giải vô địch | Cúp Hoàng đế Nhật Bản | Cúp Hoàng đế Nhật Bản | J. League Cup | J. League Cup | Tổng cộng | Tổng cộng |
| --------------------- | --------------------- | --------------------- | ------------ | ------------ | --------------------- | --------------------- | ------------- | ------------- | --------- | --------- |
| 2005                  | Shimizu S-Pulse       | J1 League             | 0            | 0            | 0                     | 0                     | 0             | 0             | 0         | 0         |
| 2006                  | Shimizu S-Pulse       | J1 League             | 4            | 0            | 1                     | 0                     | 4             | 0             | 9         | 0         |
| 2007                  | Shimizu S-Pulse       | J1 League             | 3            | 0            | 0                     | 0                     | 4             | 0             | 7         | 0         |
| 2008                  | Consadole Sapporo     | J1 League             | 14           | 0            | 0                     | 0                     | 3             | 1             | 17        | 1         |
| 2009                  | Shimizu S-Pulse       | J1 League             | 3            | 0            | 5                     | 0                     | 2             | 0             | 10        | 0         |
| 2010                  | Shimizu S-Pulse       | J1 League             | 27           | 2            | 1                     | 0                     | 9             | 1             | 37        | 3         |
| 2011                  | Shimizu S-Pulse       | J1 League             | 24           | 0            | 4                     | 0                     | 3             | 0             | 31        | 0         |
| 2012                  | Shimizu S-Pulse       | J1 League             | 28           | 0            | 2                     | 0                     | 10            | 1             | 40        | 1         |
| 2013                  | Shimizu S-Pulse       | J1 League             | 30           | 5            | 3                     | 0                     | 4             | 1             | 37        | 6         |
| 2014                  | Shimizu S-Pulse       | J1 League             | 34           | 5            | 4                     | 0                     | 6             | 0             | 44        | 5         |
| 2015                  | Shimizu S-Pulse       | J1 League             | 18           | 0            | 0                     | 0                     | 1             | 0             | 19        | 0         |
| 2016                  | Vegalta Sendai        | J1 League             | 28           | 0            | 1                     | 0                     | 5             | 0             | 34        | 0         |
| 2017                  | Vegalta Sendai        | J1 League             | 33           | 0            | 0                     | 0                     | 5             | 0             | 38        | 0         |
| Tổng cộng sự nghiệp   | Tổng cộng sự nghiệp   | Tổng cộng sự nghiệp   | 246          | 12           | 21                    | 0                     | 56            | 4             | 323       | 16        |